# Sint-Audomaruskerk (Westkerke)

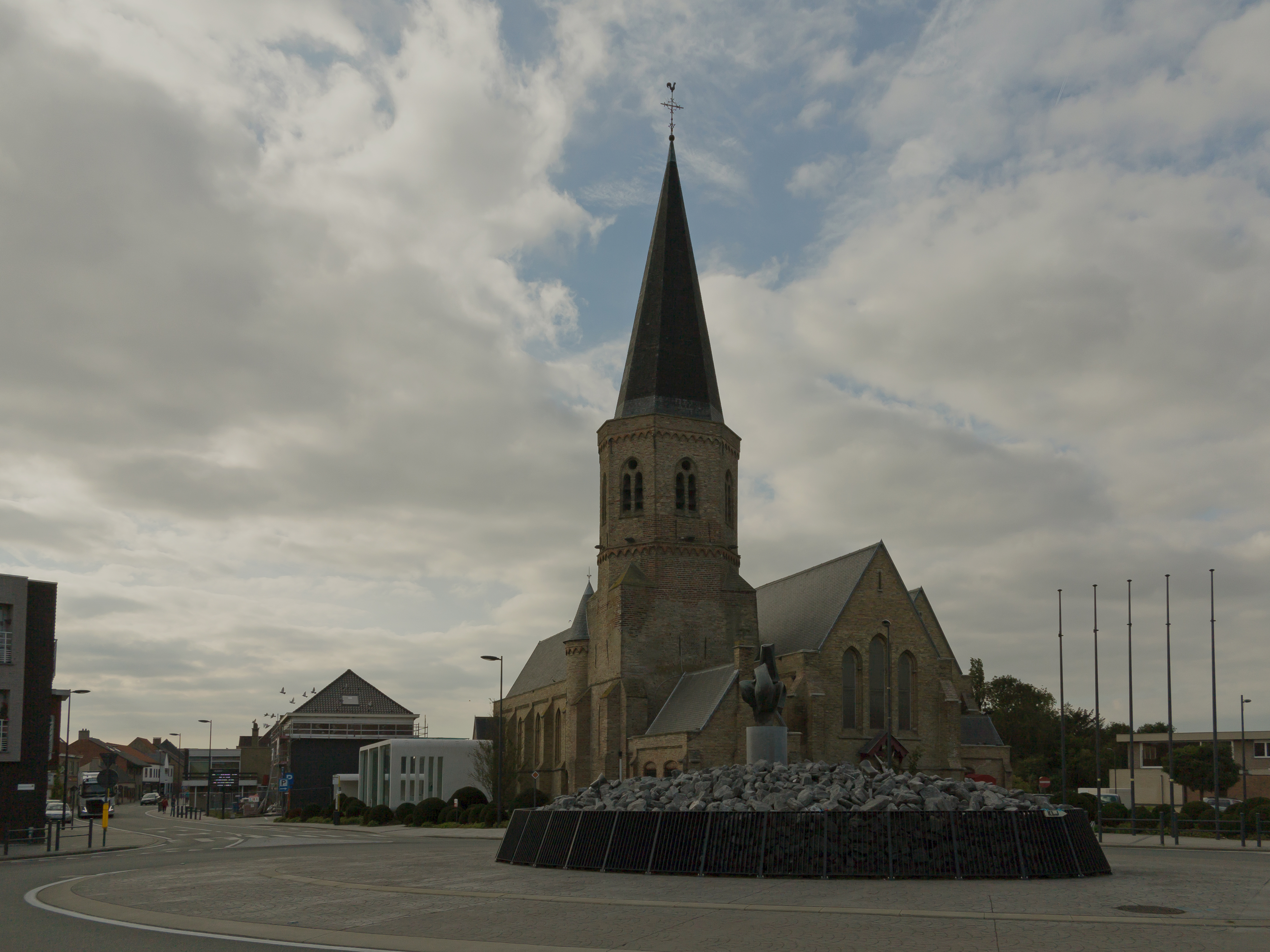
Sint-Audomaruskerk

De Sint-Audomaruskerk is de parochiekerk van de tot de West-Vlaamse gemeente Oudenburg behorende plaats Westkerke, gelegen aan Gistelsesteenweg 2.

## Geschiedenis
De parochie Westkerke splitste zich al in een vroeg stadium af van die van Roksem. Mogelijk ontstond deze al in de 8e of 9e eeuw. Het patronaatsrecht berustte bij de Abdij van Sint-Bertinus te Sint-Omaars. In de 13e eeuw werd een vroeggotische kerk gebouwd. Tijdens de godsdiensttwisten omstreeks 1570 werd deze kerk zwaar beschadigd. Herstel vond plaats met het puin van de Sint-Michielskerk van Roksem. Deze kerk werd in 1566 eveneens verwoest. Toen werd Westkerke de hoofdkerk van een parochie die ook Roksem omvatte.
De toen ontstane eenbeukige kerk werd vooral in de 18e eeuw voorzien van nieuw kerkmeubilair. Een nieuw doksaal en een sacristie werden gebouwd. In 1914 ontstond een ontwerp voor een nieuwe, neogotische, kerk, van de hand van Jules Carette. De vroeggotische toren bleef daarbij behouden. In 1937 werd deze geklasseerd als monument.

## Gebouw
De vroeggotische toren werd in het neogotisch bouwwerk opgenomen. De onderste geleding heeft een vierkante plattegrond. Daarboven rijst een achtkante klokkentoren met achtkante spits. De vele gebruikte baksteensoorten wijzen op de hergebruikte materialen van de Sint-Michielskerk.
De kerk is een driebeukige neogotische hallenkerk, overwelfd met een houten tongewelf. De kerk bezit twee 18e-eeuwse schilderijen van de Vlaamse School: Onze-Lieve-Vrouw met Kind schenkt rozenkrans aan de Heilige Dominicus Guzman en Marteldood van Sint-Sebastiaan. Ook is er een 17e-eeuws houten beeld van Sebastiaan, en een eikenhouten Onze-Lieve-Vrouw met scepter en Kind met wereldbol van omstreeks 1700. Uit de 18e eeuw zijn een koorgestoelte en een communiebank. Ook het Van Peteghem-orgel stamt uit de tweede helft van de 18e eeuw.